# Emmerich am Rhein

Emmerich am Rhein este un oraș hanseatic situat pe malul drept al Rinului în landul Renania de Nord - Westfalia, Germania. Orașul aparține de districtul Kleve, regiunea administrativă (Regierungsbezirk) Düsseldorf.

## Evoluția numărului de locuitori ai orașului
| Anul | Nr. Locuitori |
| ---- | ------------- |
| 1815 | 4.422         |
| 1880 | 8.900         |
| 1900 | 10.526        |
| 1910 | 13.418        |
| 1939 | 16.156        |
| 1945 | 441           |
| 1950 | 9.845         |
| 1968 | 18.356        |
| 1970 | 24.122        |

| Anul | Nr. Locuitori |
| ---- | ------------- |
| 1975 | 29.113        |
| 1976 | 29.033        |
| 1977 | 29.062        |
| 1978 | 29.461        |
| 1979 | 29.383        |
| 1980 | 29.343        |
| 1981 | 29.368        |
| 1982 | 29.271        |
| 1983 | 29.198        |
| 1984 | 29.271        |

| Anul | Nr. Locuitori |
| ---- | ------------- |
| 1985 | 29.245        |
| 1986 | 29.086        |
| 1987 | 27.981        |
| 1988 | 27.906        |
| 1989 | 28.070        |
| 1990 | 28.322        |
| 1991 | 28.727        |
| 1992 | 28.995        |
| 1993 | 29.028        |
| 1994 | 29.101        |

| Anul | Nr. Locuitori |
| ---- | ------------- |
| 1995 | 29.285        |
| 1996 | 29.208        |
| 1997 | 29.121        |
| 1998 | 28.996        |
| 1999 | 28.940        |
| 2000 | 28.899        |
| 2001 | 29.005        |
| 2002 | 29.267        |
| 2003 | 29.276        |
| 2004 | 29.390        |
| 2005 | 29.520        |

## Orașe înfrățite
Emmerich am Rhein este înfrățit cu:
- King's Lynn, Anglia, Regatul Unite (1978)
- Šilutė, Lituania (1990)
- Kirkland, Washington, Statele Unite (1995)[5][6]